# Michel Preud'homme
Michel Preud'homme (Ougrée (Seraing), 24 de gener, 1959) és un exfutbolista belga, que jugava com a porter, i posteriorment entrenador de futbol.

## Carrera esportiva
Un dels porters més destacats de la seva època, va guanyar el Premi Lev Iaixin al millor porter de la Copa del Món de 1994. Fou nomenat millor jugador belga els anys 1987 i 1989, porter belga de l'any (1988, 1991), millor porter del món de l'IFFHS (1994) i porter de l'any per la UEFA (1994).
Com a futbolista defensà els colors del Standard Liège, KV Mechelen, i Benfica. Amb el KV Mechelen guanyà la copa belga el 1987, la Recopa d'Europa i la Supercopa d'Europa el 1988, així com la lliga belga el 1989. Es retirà el 1999 a l'edat de 40 anys. Amb la selecció disputà 58 partits entre 1979 i 1995. També disputà la Copa del Món de 1990.
És des d'agost de 2006, entrenador de l'Standard Liège i des del 2008 del KAA Gent.